# کومپندیوم موسیکای
رساله کومپندیوم موسیکای (به لاتین:Compendium musicae؛ به معنای «خلاصه موسیقی») در سال ۱۶۱۸ توسط رنه دکارت به رشته تحریر درآمده و در سال ۱۶۵۰ به چاپ رسیده‌است.
در این رساله فواصل موسیقایی به صورت نسبت‌های ریاضی در نظر گرفته شده‌اند، و شاید برجسته‌ترین نکته‌اش این باشد که نشان داد چگونه می‌توان اندازه این فواصل را با یک نگاه تشخیص داد.